# Елизавета Гессен-Дармштадтская (1895—1903)
Елизаве́та Мари́я Али́са Викто́рия Ге́ссенская и Прире́йнская (нем. Elisabeth Marie Alice Victoria von Hessen und bei Rhein; 11 марта 1895, Дармштадт — 16 ноября 1903, Скерневице) — единственная дочь великого герцога Гессенского Эрнста Людвига и его первой жены английской принцессы Виктории Мелиты.
Елизавета была племянницей последней русской императрицы Александры Фёдоровны, любимой правнучкой королевы Великобритании Виктории по отцу и по матери и правнучкой русского императора Александра II по матери. Родители девочки развелись в 1901 году, и принцесса много времени стала проводить с отцом, который буквально боготворил её.
В 1903 году Елизавета с отцом отправилась на встречу с русской императорской семьёй в Скерневице, где много времени провела в обществе дочерей императора. В ноябре девочка заболела, однако особого значения сразу этому не придали. 16 ноября Елизавета умерла от тифа, однако ходили слухи, что она стала жертвой попытки отравления Николая II.

## Рождение

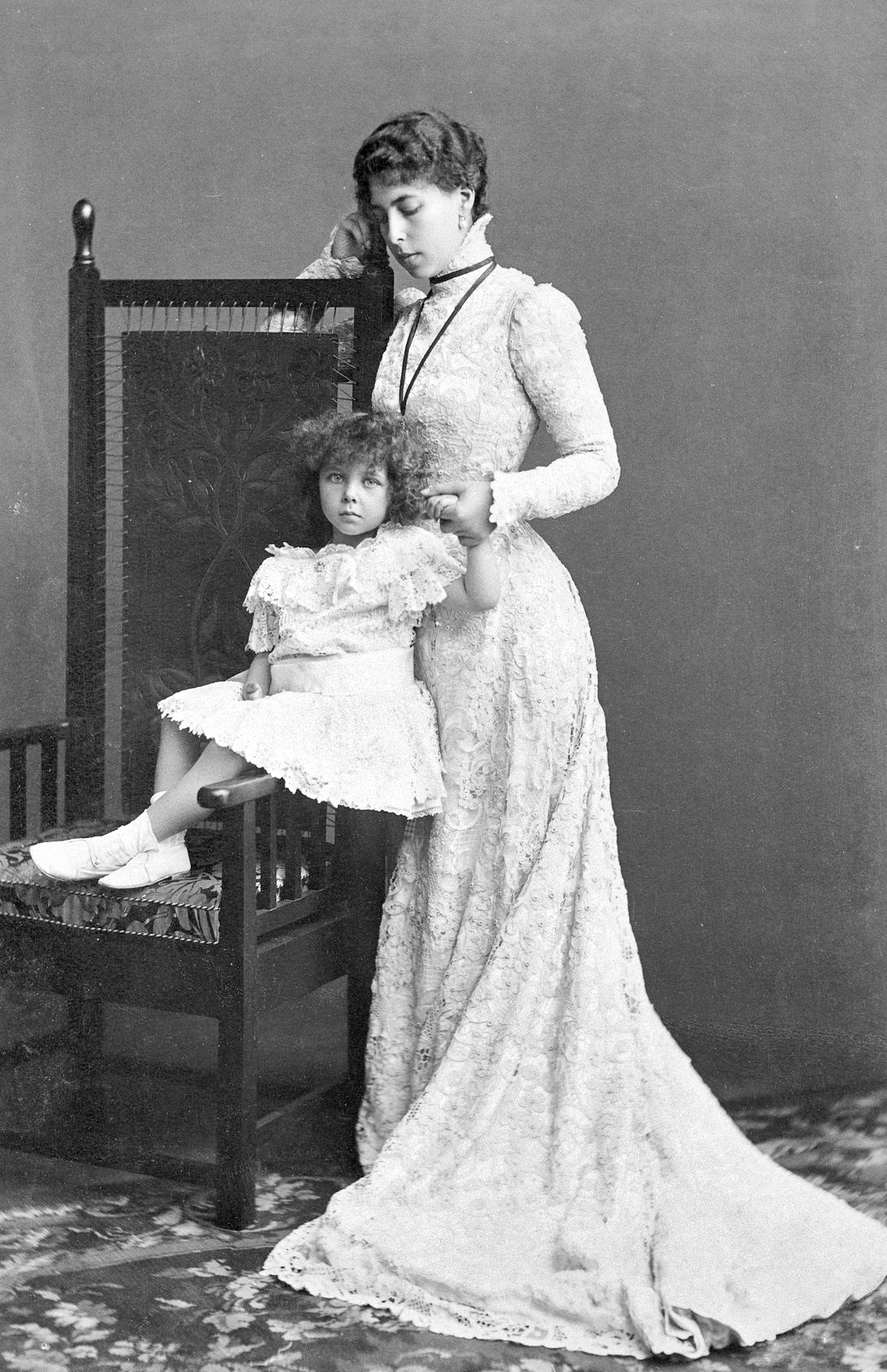
Елизавета с матерью в 1898 году

Елизавета родилась в 1895 году в семье Эрнста Людвига, великого герцога Гессенского и его первой жены, британской принцессы Виктории Мелиты. Новорождённая принцесса получила титул Её Великогерцогского высочества, который носила всю свою недолгую жизнь. Девочка была крещена 24 марта 1895 года в Новом дворце Дармштадта под именами Елизавета Мария Алиса Виктория. Свои имена «Елизавета» и «Алиса» девочка получила в честь сестёр Эрнста Людвига — великой княгини Елизаветы Фёдоровны и русской императрицы Александры Фёдоровны (до принятия православия — Елизаветы и Алисы Гессенских), «Мария» и «Виктория» — в честь сестры Виктории Мелиты румынской королевы Марии и британской королевы Виктории соответственно. Восприемниками при крещении стали Елизавета Фёдоровна и Мария Эдинбургская, а также дед принцессы — Альфред, герцог Эдинбургский и Саксен-Кобург-Готский. В семье принцесса была известна под прозвищем Элла; такое же прозвище носила и тётка Елизаветы, великая княгиня Елизавета Фёдоровна.
По материнской линии Елизавета была правнучкой русского императора Александра II через его единственную дочь Марию; по отцовской линии девочка была внучкой Людвига IV, великого герцога Гессенского, и Алисы Великобританской. Дед Елизаветы по матери и бабушка по отцу были родными братом и сестрой и, таким образом, родители девочки, прозванные в семье Эрни и Даки, приходились друг другу кузенами. Брак Эрнста Людвига и Виктории Мелиты, заключённый по настоянию общей бабушки, британской королевы Виктории, не был счастливым с самого начала.
Елизавета родилась, когда Виктории Мелите было восемнадцать лет. Она любила Елизавету, однако это чувство меркло в сравнении с любовью Эрнста к их дочери. Эрнст был убеждён, что только он мог понять дочь ещё до того, как она научилась говорить. Когда девочке исполнилось шесть месяцев, её должны были переселить в новую комнату, и отец «консультировался» с ней по поводу цветовых предпочтений: Эрнст Людвиг утверждал, что она издавала «счастливый короткий визг», когда он показывал ей особый оттенок сиреневого материала; исходя из этого опыта, герцог декорировал комнату дочери в сиреневых тонах.

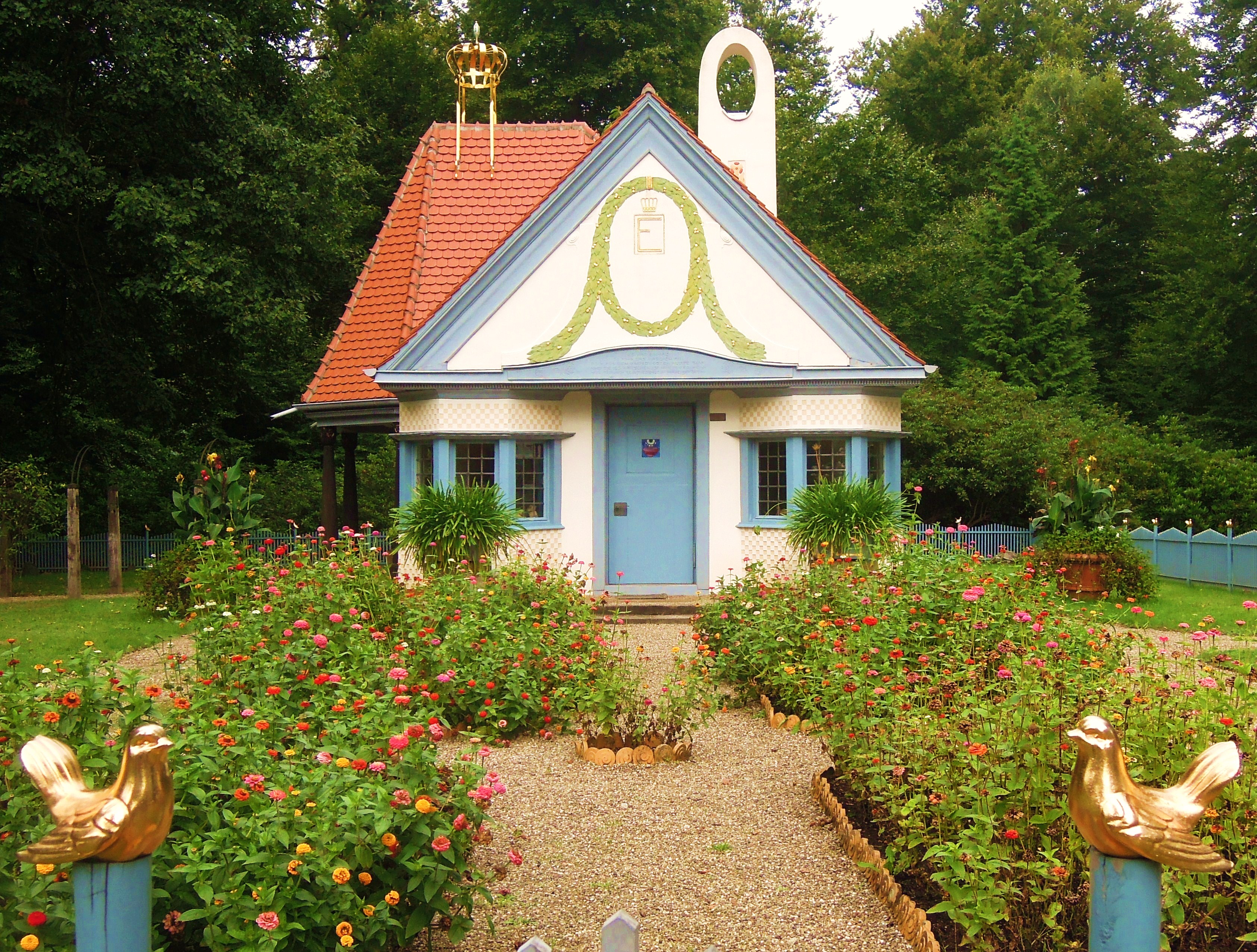
Домик с садом принцессы Елизаветы в Вольфсгартене

В 1902 году Эрнст Людвиг заказал австрийскому архитектору Йозефу Марии Ольбриху строительство для дочери игрового домика с собственным садом на территории бывшего охотничьего замка Вольфсгартене в Лангене. Высота домика составляла 1,9 метров; само здание состояло из салона и кухни и было полностью адаптировано под размеры и потребности ребёнка. На фасаде домика красовался вензель Елизаветы. Эрнст Людвиг проводил много времени в этом доме, в то время как остальным взрослым запрещалось ступать на его территорию, «к великому огорчению королевской медсестры и воспитателей, которых можно было видеть нетерпеливо расхаживающими взад и вперёд у домика в ожидании, пока их резвые юные подопечные окончат свои игры и выйдут». В наши дни этот игровой дом является последним творением Ольбриха, сохранившим свой исходный облик.

## Детство

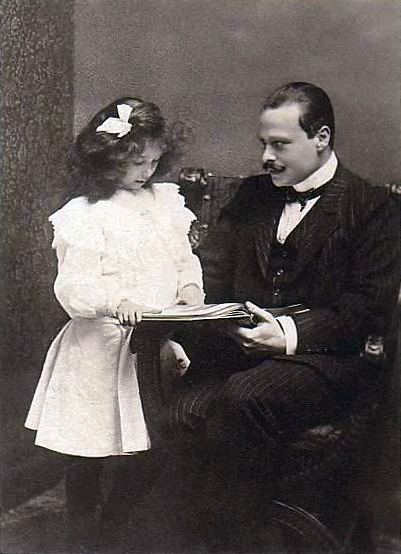
Принцесса Елизавета вместе с отцом в 1901/1902 году

Маргарита Игер, гувернантка дочерей императора Николая II, описывала Елизавету как «милого и красивого ребёнка с большими серо-голубыми глазами и с густыми тёмными волосами. Она была похожа на свою мать не только лицом, но и манерами». В возрасте четырёх лет принцесса изъявила желание обзавестись сестрёнкой и попыталась уговорить своих тётю и дядю позволить родителям удочерить одну из кузин со стороны отца — великую княжну Татьяну Николаевну. У родителей Елизаветы был ещё один ребёнок — мальчик, родившийся мёртвым в 1900 году.
Принцесса была любимой правнучкой королевы Виктории, которая нежно называла её «своей драгоценностью» (англ. my precious). Заботясь о Елизавете, королева Виктория отказалась дать разрешение на развод Виктории Мелите и Эрнсту Людвигу. Именно Елизавета была той принцессой, которую королева пожелала увидеть первой и от которой, также первой, хотела принять поздравления в восьмидесятый день рождения в 1899 году. Когда Елизавета услышала, как по дороге ниже Виндзорского замка приближается повозка королевы, запряжённая пони, маленькая принцесса выбежала на балкон, замахала руками и прокричала «Бабушка, бабушка, я здесь!»; игривость Елизаветы заставила королеву весело рассмеяться.
Елизавета рано стала исполнять обязанности при герцогском дворе. Так, в 1901 году она вместе с родителями открывала выставку объединения художников Дармштадта. В том же году, 22 января, умерла королева Виктория. Незадолго до её смерти бабушка Елизаветы, великая княжна и герцогиня Эдинбургская Мария Александровна, привела пятилетнюю принцессу к прабабушке, чтобы попрощаться. После смерти королевы девочку привели взглянуть на тело великой прабабушки и ей было сказано, что теперь королева находится с ангелами, на что Елизавета возразила: «Но я не вижу крыльев». На похоронах Виктории Елизавета сидела рядом со своим троюродным братом Дэвидом, который позднее стал королём Эдуардом VIII. «Милый маленький Дэвид вёл себя так хорошо во время службы, — писала его тётка Мод, — и его поддерживала маленькая гессенская девочка, которая взяла его под своё покровительство и большую часть времени обнимала его за шею. Они выглядели такой очаровательной парой».

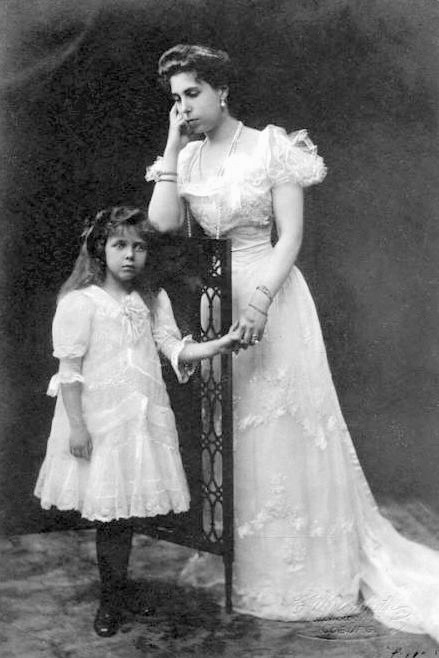
Елизавета с матерью после развода родителей

В своих мемуарах, написанных, когда после смерти принцессы прошло более тридцати лет, Эрнст Людвиг отмечал, что Елизавета была «глубоко чувствительна» и имела «очень большое сердце». Он также писал, что «никогда не знал ребёнка, который имел бы столько же влияния на взрослых. Её характер был очень сильным, а её внутренние достоинства не позволяли ей избаловаться». В декабре 1901 года, после смерти королевы Виктории, родители Елизаветы смогли развестись; её мать к тому времени уже вступила в связь с другим своим кузеном, своим будущим мужем, великим князем Кириллом Владимировичем. Развод родителей означал, что принцессе придётся жить по полгода с отцом в Дармштадте и полгода с матерью в её новом доме в Кобурге. Поначалу Елизавета относилась к матери холодно, будучи обиженной на развод, и предпочитала всё время оставаться с отцом, хотя Виктория Мелита делала всё возможное, чтобы наладить отношения с дочерью во время своих немногочисленных визитов весной 1902 года, ей это удалось лишь отчасти.
В своих мемуарах Эрнст писал, что ему с трудом удавалось уговорить Елизавету навестить мать. Перед одним из визитов Эрнст Людвиг обнаружил принцессу «хнычущей под диваном, полной отчаяния». Он заверил Елизавету, что мать любит её так же, как он сам. «Мама говорит, что любит меня, а ты действительно любишь меня», — ответила принцесса. Описание Эрнстом Людвигом нелюбящей матери подтверждается ранее игнорировавшимися источниками. Мать разведенной великой княгини, герцогиня Мария Саксен-Кобург-Готская, писала 5 июля 1903 года: «У меня почему-то такое чувство, что Ducky [Виктория Мелита] была бы рада полностью избавиться от этого ребенка. [...] эгоизм играет в этом главную роль [...] и топит в ней все материнские чувства»
Маргарита Игер считала, что у этого ребёнка были самые печальные глаза, которые она когда-либо видела. «Глядя на неё, я гадала, что же эти широкие серо-голубые глаза видели, что принесло такую печаль на детское лицо», — писала она. Игер считала, что Елизавета предчувствовала свою смерть, поскольку часто говорила своей двоюродной сестре, великой княжне Ольге Николаевне, что «никогда не увидит этого снова». Однако, несмотря на печаль в глазах Елизаветы, она обычно оставалась милым счастливым ребёнком, который выступал в качестве миротворца в спорах кузенов.

## Смерть

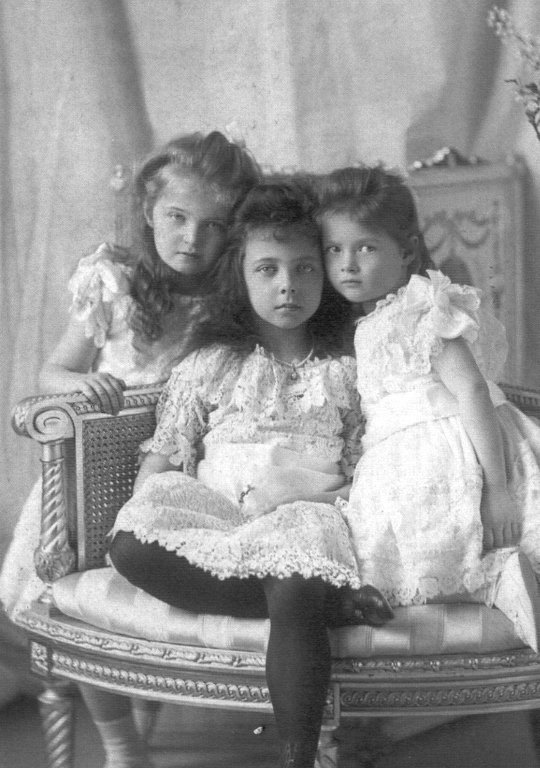
Елизавета с великими княжнами Ольгой Николаевной и Татьяной Николаевной в 1900 году

6 октября 1903 года Эрнст Людвиг посетил большой семейный сбор в Дармштадте по случаю предстоящей свадьбы его племянницы, принцессы Алисы Баттенберг, и Андрея, принца Греческого и Датского. Несколько недель спустя он отправился погостить к семье своей младшей сестры, русской императрицы Александры Фёдоровны. Эрнст Людвиг вместе с дочерью поселился в охотничьем домике в Скерневице (царство Польское), принадлежавшем императорской семье, где Елизавета отправлялась на долгие прогулки и пикники в лесу со своими двоюродными сёстрами.
Вечерами русские княжны устраивали весёлые игры во дворе. В один из таких вечеров английская няня Елизаветы, называвшая её «моя детка», сказала Маргарите Игер, что хочет показать эти игры принцессе, поскольку они будут интересны ей. На подоконнике детской для Елизаветы было сооружено «гнездо» из одеял и подушек, и маленькая принцесса могла наслаждаться зрелищем. Однажды утром восьмилетняя Елизавета проснулась с болью в горле и груди. Русский придворный врач посчитал, что девочка просто переутомилась во время игр накануне вечером. Однако вскоре у неё поднялась температура до 40 °С. Тем не менее никто из присутствующих не предполагал, что болезнь была серьёзной, и планы на день оставались прежними. К вечеру Елизавета стала испытывать очень сильную боль и начала задыхаться. 15 ноября из Варшавы был вызван другой врач, который определил у девочки «паралич сердца». Он дал принцессе кофеин и камфору, чтобы ускорить сердцебиение, но это не помогало.
«Внезапно она села в постели и стала переводить взгляд широко распахнутых испуганных глаз с одного из нас на другого», — писала Игер. Елизавета вскрикнула вдруг: «Я умираю! Я умираю!». Её принялись уговаривать лечь обратно в постель, но девочка оставалась возбуждённой. Она повернулась к Игер и сказала с беспокойством: «Отправьте телеграмму маме». Игер пообещала, что это будет сделано. Елизавета добавила: «Немедленно…». «Мы продолжали раздувать слабый огонёк жизни, но с каждым мгновением он угасал. Она стала говорить со своими кузинами и, казалось, представляла себе, что играет с ними. Она просила увидеться с маленькой Анастасией, и я привела малышку в комнату. Глаза умирающей остановились на ней на мгновение, и Анастасия сказала Бедная кузина Элла! Бедная принцесса Елизавета! Я поспешила увести княжну из комнаты», — писала Игер. Врачи сказали императрице Александре, что мать ребёнка должна быть уведомлена, но телеграмма прибыла в дом Виктории Мелиты только утром следующего дня, когда Елизавета была уже мертва. Вскрытие подтвердило, что девочка умерла от тифа, хотя поговаривали, что принцесса съела отравленное блюдо, предназначавшееся императору Николаю II.

## Погребение

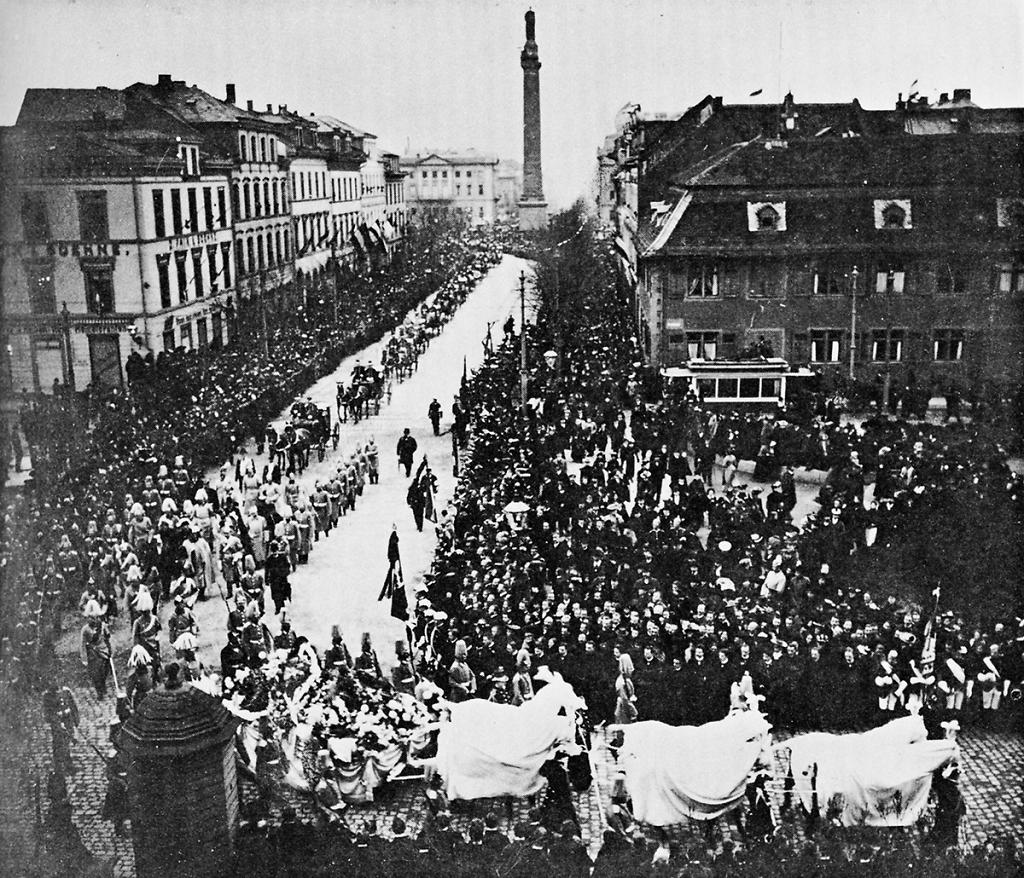
Похоронная процессия в Дармштадте 19 ноября 1903 года

Тело Елизаветы было помещено в серебряный гроб, подаренный Николаем II для возвращения принцессы в Дармштадт. Эрнст Людвиг организовал похороны дочери в белых тонах: все атрибуты похорон, в том числе цветы, лошади и одежда людей, шедших за катафалком, были белыми вместо чёрных. Народ Гессена приходил тысячами, чтобы увидеть похоронную процессию и, как писал Эрнст Людвиг, «рыдал в унисон так, что я мог слышать их».
Кайзер Вильгельм II, потрясённый смертью принцессы, писал Николаю II 7 ноября 1903 года: «Как радостна и весела она была в тот день в Вольфсгартене, когда я был там, так полна жизни, веселья и здоровья… какой это ужасный удар для бедного Эрни, который в ней души не чаял и обожал эту маленькую чаровницу!»

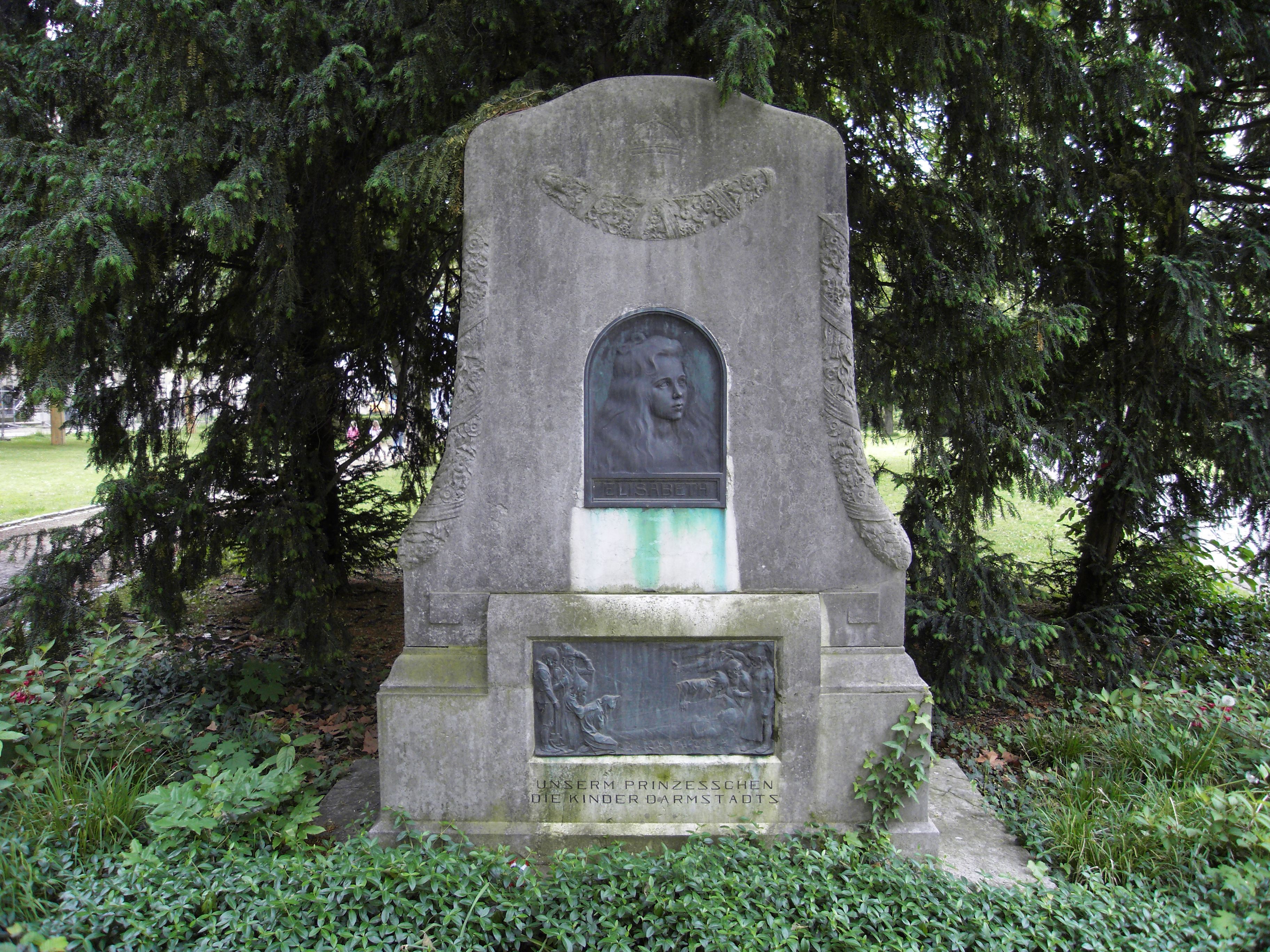
Памятник на могиле принцессы

Тело Елизаветы было погребено в Розенхёэ рядом с другими членами гессенской великогерцогской семьи. Виктория Мелита положила знак ордена Гессенов, дарованный ей после замужества, в гроб Елизаветы. Над могилой принцессы был установлен памятник с её изображением, под которым было сделано рельефное изображение семи гномов, охраняющих стеклянный гроб Белоснежки. 25 октября 1905 года в парке Розенхёэ на пожертвования горожан был установлен мраморный ангел в память о Елизавете.
Эрнст Людвиг тяжело переживал смерть Елизаветы. Он не желал, чтобы кто-то другой носил украшения дочери, и потому поручил придворному ювелиру инкрустировать их в чашу для причастия, переплёт Библии и окаймление лампады. В наши дни Библия хранится в городской церкви Дармштадта.
2 февраля 1905 года отец принцессы женился во второй раз, и в этом браке у него родилось двое сыновей. Однако Эрнст Людвиг всё также был опустошён из-за смерти Елизаветы, которая была «светом его жизни», и потому в своём завещании пожелал быть похороненным рядом с дочерью.